# Charlie Buchan
Charles Murray Buchan (22. září 1891, Londýn – 25. června 1960, Monte Carlo) byl anglický fotbalista a sportovní novinář.
Hrál na postu útočníka za Sunderland a Arsenal.

## Hráčská kariéra
Hrál na postu útočníka za Northfleet United, Leyton, Sunderland a Arsenal. S 257 góly je společně s Davidem Jackem historicky 6. nejlepším střelcem 1. anglické ligy. S 208 góly je historicky nejlepším střelcem Sunderlandu v 1. anglické lize.
Za Anglii hrál 6 zápasů a dal 4 góly.

## Novinářská kariéra
Od roku 1951 vydával vlastní fotbalový časopis: Charles Buchan's Football Monthly.

## Úspěchy
Sunderland
- First Division: 1912–13

Individuální
- Král střelců anglické ligy: 1922–23